# 华中樱桃
华中樱桃（学名：Cerasus conradinae）为蔷薇科樱属的植物，是中国的特有植物。分布于中国大陆的广西、湖北、四川、陕西、湖南、河南、云南、贵州等地，生长于海拔500米至2,100米的地区，常生于沟边林中，目前尚未由人工引种栽培。

## 别名
康拉樱（经济植物手册） 单齿樱花（河北植物志）

## 异名
- Cerasus conradinae (Koehne) Yu & C. L. Li var. trichogyna Cardot
- Prunus conradinae Koehne